# Serra do Noucouru
 (septembre 2022).
Si vous disposez d'ouvrages ou d'articles de référence ou si vous connaissez des sites web de qualité traitant du thème abordé ici, merci de compléter l'article en donnant les références utiles à sa vérifiabilité et en les liant à la section « Notes et références ».
La serra do Noucouru est une formation du relief brésilien située sur le plateau des Guyanes, à l'ouest de l'État d'Amapá. Le rio Noucouru y prend source sur son versant ouest.